# Nimruz (provins)
31°00′N 62°30′Ø / 31.0°N 62.5°Ø
Nimruz-provinsen er en af Afghanistans  34 provinser.   Den ligger i den sydvestlige del af  landet. Administrationsbyen er Zaranj. Det er den tyndest befolkede provins i landet, og ligger i  det endorheiske Sistanbækkenet, der er et af de tørreste områder i verden. En væsentlig del af provinsen er ørkenområdet Dashti Margo.
| Distrikt      | Befolkning |
| ------------- | ---------- |
| Chahar Burjak | 8,080      |
| Chakhansur    | 11,165     |
| Kang          | 13,514     |
| Khash Rod     | 35,381     |
| Zaranj        | 49,851     |